# Roger Zurbriggen

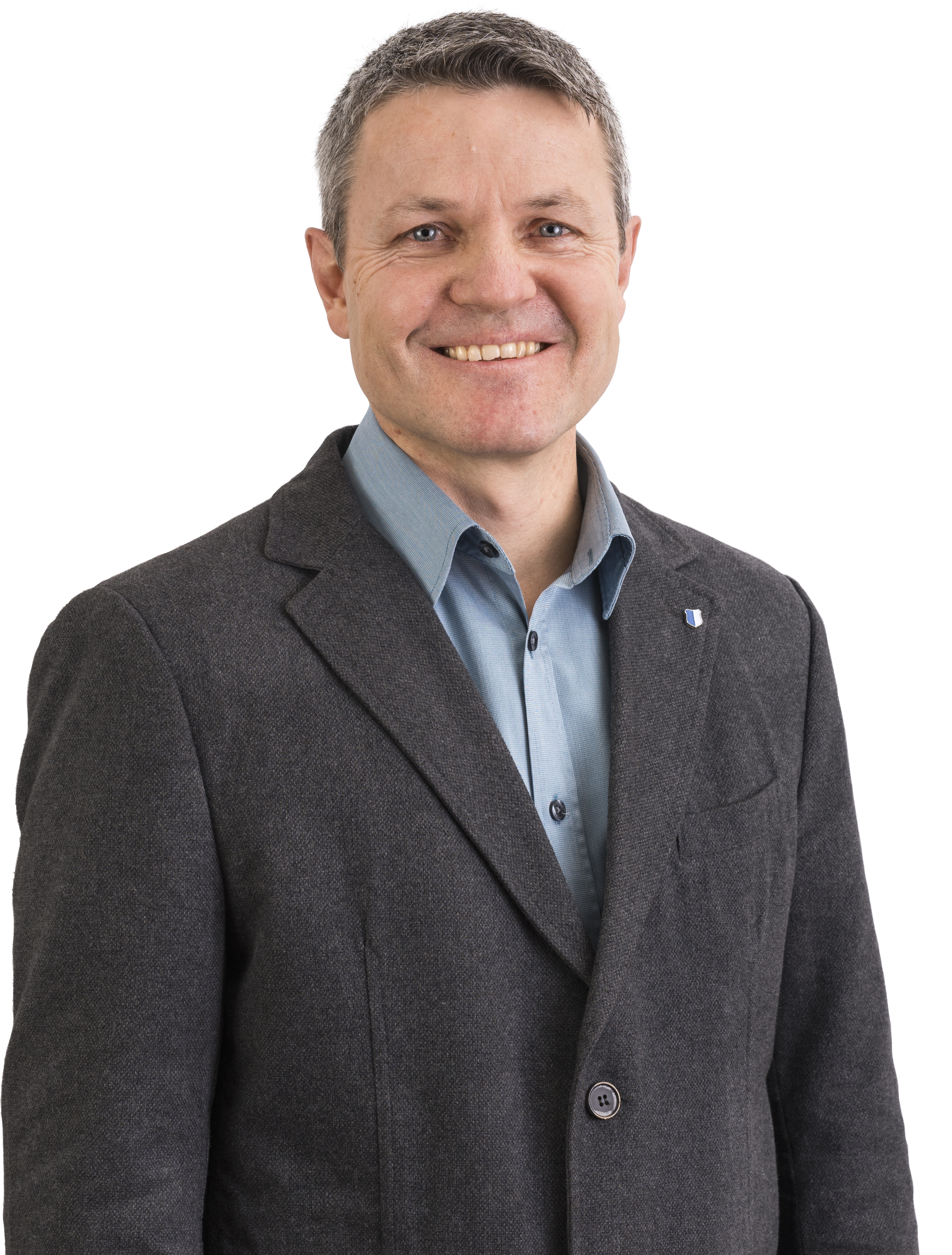
Roger Zurbriggen (2018)

Roger Zurbriggen (* 27. Oktober 1966) ist ein Schweizer Geologe und Politiker (CVP). Er ist seit 2015 Luzerner Kantonsrat.

## Leben
Seit 1997 forscht Zurbriggen über kunststoffmodifizierte Mörtel und Betone bei Elotex, einem international tätigen Luzerner Unternehmen. Er ist Vorstandsmitglied der Fachgruppe Bauchemie der Gesellschaft Deutscher Chemiker. Freiberuflich ist er als Geologe tätig und forscht über Gebirgsbildungen im Erdaltertum.
Zurbriggen wohnt in Neuenkirch und engagiert sich als Pfarreirat. Er ist verheiratet und Vater von drei Kindern.